# Micrathyria dictynna
Micrathyria dictynna is een libellensoort uit de familie van de korenbouten (Libellulidae), onderorde echte libellen (Anisoptera).
De wetenschappelijke naam Micrathyria dictynna is voor het eerst geldig gepubliceerd in 1919 door Ris.